# Mike Rodríguez (peleador)
Michael Earl Rodríguez (Boston, Massachusetts, Estados Unidos, 28 de noviembre de 1988) es un artista marcial mixto estadounidense que compite actualmente en la división de peso semipesado de Ultimate Fighting Championship.

## Carrera en las artes marciales mixtas

### Carrera temprana
Rodríguez comenzó su carrera profesional de MMA en 2013 y luchó bajo los promotores Classic Entertainment & Sports (CES MMA) y Cage Titans en la región noreste de Estados Unidos. Logró un récord de 8-2 en el Dana White's Tuesday Night Contender Series.

### Dana White's Tuesday Night Contender Series
Rodríguez apareció en el programa de la serie web Dana White's Contender Series 5, enfrentándose a Jamelle Jones el 8 de agosto de 2017. Ganó el combate por nocaut con un rodillazo volador y consiguió un contrato con la UFC.

### Ultimate Fighting Championship
Rodríguez debutó en la UFC el 7 de abril de 2018 en UFC 223, enfrentándose a Devin Clark. Perdió el combate por decisión unánime.
El segundo combate de Rodríguez en la UFC fue el 15 de diciembre de 2018 en UFC on Fox: Lee vs. Iaquinta 2 contra Adam Milstead. Ganó el combate por TKO en el primer asalto.
Rodríguez se enfrentó a John Allan el 13 de julio de 2019 en UFC Fight Night: de Randamie vs. Ladd. Originalmente perdió el combate por decisión unánime; sin embargo, Arte dio positivo en la prueba de la hormona prohibida y el modulador metabólico tamoxifeno, por lo que recibió una suspensión de un año de la USADA y fue multado con $4800 dólares por la Comisión Atlética del Estado de California, que anuló la decisión original a un Sin Resultado.
Rodríguez se enfrentó a Da Un Jung el 21 de diciembre de 2019 en UFC Fight Night: Edgar vs. The Korean Zombie. Perdió el combate por nocaut en el primer asalto.
Rodríguez se enfrentó a Marcin Prachnio el 22 de agosto de 2020 en UFC on ESPN: Munhoz vs. Edgar. Ganó el combate por nocaut en el primer asalto.
Rodríguez se enfrentó a Ed Herman el 12 de septiembre de 2020 en UFC Fight Night: Waterson vs. Hill. Perdió el combate por sumisión en el tercer asalto. Debido a la controvertida decisión del árbitro de detener el combate en el segundo asalto tras confundir un golpe limpio de Rodríguez con un golpe bajo, la organización concedió a Rodríguez su prima por la victoria a pesar de la derrota. Posteriormente, el equipo de Rodríguez también apeló la derrota ante la Comisión Atlética de Nevada. A su vez, la solicitud de recurso fue denegada.
Rodríguez se enfrentó a Danilo Marques el 6 de febrero de 2021 en UFC Fight Night: Overeem vs. Volkov. Perdió el combate por sumisión en el segundo asalto.
Rodríguez se enfrentó a Tafon Nchukwi el 18 de septiembre de 2021 en UFC Fight Night: Smith vs. Spann. Perdió el combate por decisión unánime.

## Récord en artes marciales mixtas
| Resultado     | Récord   | Oponente        | Método                                         | Evento                                       | Fecha                    | Ronda | Tiempo | Localización            | Notas                                                                  |
| ------------- | -------- | --------------- | ---------------------------------------------- | -------------------------------------------- | ------------------------ | ----- | ------ | ----------------------- | ---------------------------------------------------------------------- |
| Derrota       | 11-7 (1) | Tafon Nchukwi   | Decisión (unánime)                             | UFC Fight Night: Smith vs. Spann             | 18 de septiembre de 2021 | 3     | 5:00   | Las Vegas, Nevada       |                                                                        |
| Derrota       | 11-6 (1) | Danilo Marques  | Sumisión técnica (estrangulamiento por detrás) | UFC Fight Night: Overeem vs. Volkov          | 6 de febrero de 2021     | 2     | 4:52   | Las Vegas, Nevada       |                                                                        |
| Derrota       | 11-5 (1) | Ed Herman       | Sumisión (kimura)                              | UFC Fight Night: Waterson vs. Hill           | 12 de septiembre de 2020 | 3     | 4:01   | Las Vegas, Nevada       |                                                                        |
| Victoria      | 11-4 (1) | Marcin Prachnio | KO (codazo y puñetazos)                        | UFC on ESPN: Munhoz vs. Edgar                | 22 de agosto de 2020     | 1     | 2:17   | Las Vegas, Nevada       |                                                                        |
| Derrota       | 10-4 (1) | Da Un Jung      | KO (puñetazos)                                 | UFC Fight Night: Edgar vs. The Korean Zombie | 21 de diciembre de 2019  | 1     | 1:04   | Busan                   |                                                                        |
| Sin resultado | 10-3 (1) | John Allan      | Sin resultado (anulado)                        | UFC Fight Night: de Randamie vs. Ladd        | 13 de julio de 2019      | 3     | 5:00   | Sacramento, California  | Ganó por decisión a Arte; se anuló porque dio positivo por tamoxifeno. |
| Victoria      | 10-3     | Adam Milstead   | TKO (rodillazo al cuerpo y puñetazos)          | UFC on Fox: Lee vs. Iaquinta 2               | 15 de diciembre de 2018  | 1     | 2:59   | Milwaukee, Wisconsin    |                                                                        |
| Derrota       | 9-3      | Devin Clark     | Decisión (unánime)                             | UFC 223                                      | 7 de abril de 2018       | 3     | 5:00   | Brooklyn, Nueva York    |                                                                        |
| Victoria      | 9-2      | Jamelle Jones   | KO (rodillazo volador)                         | Dana White's Contender Series 5              | 8 de agosto de 2017      | 1     | 2:15   | Las Vegas, Nevada       |                                                                        |
| Victoria      | 8-2      | Alec Hooben     | TKO (puñetazos y codazos)                      | CES MMA 44                                   | 12 de mayo de 2017       | 1     | 4:46   | Lincoln, Rhode Island   |                                                                        |
| Victoria      | 7-2      | James Dysard    | TKO (puñetazos)                                | CES MMA 43                                   | 15 de abril de 2017      | 1     | 0:39   | Beverly, Massachusetts  |                                                                        |
| Victoria      | 6-2      | Hector Sanchez  | KO (puñetazos)                                 | CES MMA 41                                   | 27 de enero de 2017      | 1     | 0:07   | Lincoln, Rhode Island   |                                                                        |
| Derrota       | 5-2      | Kevin Haley     | Sumisión (sujeción del dedo del pie)           | CES MMA 39                                   | 4 de noviembre de 2016   | 1     | 1:08   | Plymouth, Massachusetts | Debut en el peso semipesado.                                           |
| Victoria      | 5-1      | John Poppie     | Sumisión (estrangulamiento por triángulo)      | CES MMA 38                                   | 23 de septiembre de 2016 | 2     | 1:32   | Lincoln, Rhode Island   | Combate de peso acordado (192 libras).                                 |
| Victoria      | 4-1      | Stephond Ewins  | KO (rodillazo volador)                         | CES MMA 37                                   | 12 de agosto de 2016     | 1     | 3:38   | Lincoln, Rhode Island   | Combate de peso acordado (200 libras).                                 |
| Victoria      | 3-1      | Buck Pineau     | Sumisión (estrangulamiento por detrás)         | CES MMA 35                                   | 16 de abril de 2016      | 2     | 4:03   | Beverly, Massachusetts  |                                                                        |
| Derrota       | 2-1      | Pat McCrohan    | Decisión (unánime)                             | CES MMA 32                                   | 8 de enero de 2016       | 3     | 5:00   | Lincoln, Rhode Island   |                                                                        |
| Victoria      | 2-0      | Stephen Stengel | TKO (puñetazos)                                | Cage Titans 21                               | 1 de noviembre de 2014   | 1     | 1:22   | Plymouth, Massachusetts |                                                                        |
| Victoria      | 1-0      | Ralph Johnson   | TKO (retiro)                                   | Cage Titans 18                               | 5 de mayo de 2014        | 1     | 3:50   | Plymouth, Massachusetts | Debut en el peso medio.                                                |